# 伊万·瑞恩
伊萬·瑞恩（1985年5月13日—）是一位威爾斯男演員及歌手。畢業於倫敦音樂與戲劇藝術學院(LAMDA)，曾獲勞倫斯·奧利弗獎。因為在《超能少年》中飾演Simon Bellamy、在HBO《權力遊戲》中飾演Ramsay Bolton、以及在情景喜劇《極品基老伴》 中飾演Ash Weston而廣為人知。
他在2019年改編克魯小丑樂團的電影《The Dirt》中飾演米克·馬爾斯。除此之外，作為音樂人，他亦先後發佈了《Tongue Tied》，《Changing Times》，《B，Bang！》等三張EP。

## 背景
伊萬·瑞恩（Iwan Rheon）於1985年5月13日出生在英國威爾士卡馬森郡。他的母語是威爾士語。在他五歲時，他和家人搬到了卡迪夫居住。中學就讀於Ysgol Gyfun Gymraeg Glantaf，學校舉辦艾斯特福德節，學生經常進行唱歌、跳舞、表演、演講比賽。伊萬從小就在這樣的環境中長大，在校期間他參演了學校的戲劇作品，並且不久之後在威爾士詩歌音樂比賽（威爾士國家歷史博物館）中成為焦點。
當他讀六年級時，他開始渴望成為演員，並參加一些試鏡。17歲的時候，他得到了PobolyCwm中的一個角色，正式開始了演藝生涯。製片人貝唐•瓊斯賞識他的表演才華，建議他應該去戲劇學校深造，並幫他準備面試表演。
於是，伊萬申請了RADA（英國皇家戲劇學院）和LAMDA（倫敦音樂戲劇藝術學院）兩所學校。后者錄取了他。
伊萬的父親Tomos Rheon是一名會計師和財務管理顧問，也是威爾士學習中心委員會顧問(National Centre for Learning Welsh Advisory Board)的主席。母親Einir Rheon是一名社會工作者。
哥哥Aled Rheon是音樂家，居住在加的夫。他和伊萬一起演唱了伊萬首張專輯中的單曲Rhodd。

## 演藝經歷
17歲的時候，伊萬·瑞恩參演了BBC頻道的威爾士語連續劇《PobolYCwm》，飾演麥克森·懷特一角。不久後，他便前往倫敦音樂與戲劇藝術學院學習。
從戲劇學校畢業後，他參加了尤素福·伊斯拉姆當時正在製作中的一部音樂劇培訓班。扮演一名街頭藝人。但這部音樂劇最終沒能成形。
他的第一個較為出名的舞台角色是2008年在英國利物浦皇家宮廷劇院（Royal Court Theatre，Liverpool，UK）上演的戲劇《八英里高》。
2008年，他在倫敦參演了曾獲托尼獎的搖滾音樂劇《春天覺醒》，飾演莫里茲·斯蒂芬一角。他從2009年1月在哈默史密斯歌劇院（Lyric Hammersmith）就一直飾演這個角色，這個演出後被轉讓給諾維羅劇院（Novello Theatre），直到2009年5月停演，比計劃提前了五個月。
在《超能少年》中飾演西蒙·貝拉米（Simon Bellamy），一名膽小內向的男生，具有隱形的超能力，後在第三季獲得了預知未來的能力。
2011年11月20日，瑞恩在Twitter上宣布同安東尼奧·托馬斯一起離開該劇。
2011年，客串英劇《應召女郎的秘密日記》第一季的最後一集。同年，憑藉《超能少年》被提名為金妮芙電視劇最佳男演員。他還兩次客串西蒙·阿姆斯特爾的情景喜劇《奶奶的房子》，在劇中飾演Ben Theodore。
2012年初，瑞恩和盧克·崔德威，馬修·路易斯共同出演犯罪電影《荒原》。同年春季，他還和埃德加·拉米雷茲到西班牙，委內瑞拉拍攝阿爾伯托·阿維洛導演的電影《解放者》（Libertador），他在影片中飾演Daniel O'Leary，該電影將在2013年上映。
2012年5月，有消息稱他已簽約David Leon的作品《 Driven》。
2013年，他主演了[[湯姆·斯托帕德的電視劇《暗黑破壞神》，該劇改編自Pink Floyd的專輯《暗黑的月亮》。
2016年，伊萬·瑞恩，阿爾菲·艾倫和邁克爾·麥克埃爾哈頓三位男星做客吉米雞毛秀。

## 個人生活
伊萬·瑞恩的女友佐·格莉斯代爾 (Zoë Grisedale)從事表演，電影寫作，導演和製作，她是女子樂隊的鼓手。此外，她是電影和戲劇製作公司Grisedale Sherry Productions的創始人。她在布列塔尼（Brittany）度假勝地遇見了伊萬 。伊萬·瑞恩以布列塔尼（Brittany）度假村命名了他的專輯Dinard，在那兒他認識了佐·格莉斯代爾 。
伊萬·瑞恩和女友佐·格莉斯代爾有一個孩子，於2018年8月25日出生。

## 影視作品列表

### 電影
| 年份 | 譯名標題         | 原名標題                | 角色        | 備註            |
| ---- | ---------------- | ----------------------- | ----------- | --------------- |
| 2011 | 不適用           | Resistance              | George      |                 |
| 2011 | 不適用           | Wild Bill               | Pill        |                 |
| 2012 | 不適用           | The Back of Beyond      | Petesy      | 短片            |
| 2012 | 不適用           | The Rise                | Dempsey     |                 |
| 2013 | 不適用           | The Liberator           | 丹尼爾·奧利 |                 |
| 2015 | 不適用           | Mermaid's Song          | Randall     |                 |
| 2016 | 不適用           | Alien Invasion: S.U.M.1 | S.U.M.1     |                 |
| 2017 | 不適用           | Daisy Winters           | Doug        |                 |
| 2018 | 不適用           | Hurricane               | Jan Zumbach |                 |
| 2019 | 《柏林，我愛你》 | Berlin, I Love You      | Greg        | 片段："Embassy" |
| 2019 | 不適用           | The Dirt                | 米克·馬爾斯 |                 |
| TBA  | 不適用           | The Toll                |             |                 |

### 電視劇
| 年份      | 譯名標題               | 原名標題                    | 角色                                   | 備註                  |
| --------- | ---------------------- | --------------------------- | -------------------------------------- | --------------------- |
| 2002–2004 | 不適用                 | Pobol y Cwm                 | Macsen White                           |                       |
| 2006      | 不適用                 | Caerdydd                    | Daniel                                 |                       |
| 2009–2011 | 《超能少年》           | Misfits                     | Simon Bellamy                          | 21集                  |
| 2010      | 不適用                 | Coming Up                   | Luka                                   | 1集                   |
| 2010–2012 | 不適用                 | Grandma's House             | Ben Theodore                           | 2集                   |
| 2011      | 《應召女郎的秘密日記》 | Secret Diary of a Call Girl | Lewis                                  | 1集                   |
| 2013–2016 | 《權力遊戲》           | Game of Thrones             | Ramsay Bolton                          | 20集                  |
| 2013–2016 | 《極品基老伴》         | Vicious                     | Ash Weston                             | 14集                  |
| 2014      | 不適用                 | Our Girl                    | Dylan "Smurf" Smith                    | 5集                   |
| 2014      | 不適用                 | Under Milk Wood             | Evans the Death                        | 1集                   |
| 2015      | 不適用                 | Residue                     | Jonas Flak                             | 3集                   |
| 2016      | 不適用                 | The Green Hollow            | Sam Knight                             |                       |
| 2017      | 不適用                 | Urban Myths                 | 阿道夫·希特拉                          | 1集                   |
| 2017      | 不適用                 | Riviera                     | Adam Clios                             | 10集                  |
| 2017      | 《異人族》             | Inhumans                    | 麥西穆斯                               | 8集                   |
| 2017      | 《蓋酷家庭》           | Family Guy                  | 佐治·夏里遜、約翰·連儂、Ring Announcer | 配音 單集："Petey IV" |

## 軼事
伊萬最初是為《權力的遊戲》中的丹妮莉絲的哥哥韋賽里斯和男主角瓊恩·雪諾試鏡。當他為韋賽里斯試鏡時，導演問他，「你能試試另一個角色，瓊恩·雪諾嗎？」最終經過數輪競爭之後，競爭這個角色的演員就剩下兩個人，伊萬是兩名最終決選之一，另一個就是現在的瓊恩飾演者基特·哈靈頓。
因為當年試鏡時，伊萬給人留下非常深刻的印象，因此在2012年，當伊萬在西班牙拍電影時，《權力的遊戲》劇組要求他寄盤帶子到劇組。拍攝間隙他返回倫敦，正巧趕上《權力的遊戲》劇組的人，於是他過去見他們並順便試了鏡。他試了兩個角色，一個是達里奧·納哈里斯。另一個就是由他飾演的拉姆斯·波頓。
參與拉姆斯·波頓試鏡的時，角色的名稱只寫著「男孩」(boy)，以免拉姆斯·波頓將出現在影集中的事情被洩漏出去。試鏡的劇情是拉姆斯第一次出現身份轉變時:第三季第六集。伊萬當時只知道自己正為一部有名的劇集試鏡，而他只能根據得到的信息私下猜測角色是誰。直到他拿到這個角色時，才被告知角色的名字。拿到這個角色後，伊萬才開始看《權力的遊戲》第一，二季。第三季第十集播出后，劇組才允許伊萬公佈角色名字。
拍攝第三至五季期間，因為劇情實在太沉重，所以伊萬下戲之后常常和席恩飾演者阿爾菲·艾倫去打台球調節情緒。伊萬說阿爾菲打台球總是輸給自己。去打台球的時候，有時會被劇集粉絲認出，有些粉絲會很驚訝的說:「我不敢相信你倆是朋友！你們怎麼可以成為朋友？」這時伊萬會直接回粉絲一句:「那你相信這世上有龍嗎？」
伊萬最喜歡的《權力的遊戲》角色是羅柏·史塔克(Robb Stark)。而這個角色在劇中正是被伊萬所飾演的角色的父親盧斯·波頓(Roose Bolton)殺害的。伊萬說羅柏死的時候自己很傷心，並笑說「我爸好過份，他是壞人。」被粉絲吐糟:「你(的角色)也是壞人。」，「難怪拉姆斯要拭父。」
伊萬受父親影響，也是曼聯球迷，更曾在慈善賽與前曼聯球星同場。

## 人物評價
《權力的遊戲》監製大衛班紐夫（David Benioff）、丹尼爾威斯（D.B. Weiss）:「伊萬是個很棒的演員，相信將來他還有很棒的演出機會等著他。他並不是那種典型只能演壞人的演員，事實上我們第一次見到他時，他是來試鏡瓊恩的角色，他的表演可以隨機應變，而這也是他有趣的地方。拉姆斯不只是個呲牙裂嘴的可惡反派，每句台詞從他的口中說出時都讓人驚喜，看他表演感覺很棒，這個角色原來可能會很無聊，不過在他的詮釋下卻非常有趣，他實在演得太壞了，壞到沒藥醫。」
《權力的遊戲》導演亞力克·沙克羅夫(Alik Sakharov):「飾演拉姆斯的伊萬是非常厲害的演員，而阿爾菲·阿倫(Alfie Allen)和他一樣厲害。所以他們的每一場對手戲都很棒。他們兩個有種強烈的化學反應。當他們彼此看著對方時（或者不看對方時），你都會覺得:「啊糟透了！」他倆的表演完完全全牽動觀眾的情緒。 」

## 外部連結
- 伊万·瑞恩的Twitter （页面存档备份，存于）
- 伊万·瑞恩的lnstagram （页面存档备份，存于）
- Iwan Rheon （页面存档备份，存于） on Facebook
- 伊万·瑞恩在互联网电影资料库（IMDb）上的資料（英文）
- Iwan Rheon at London Theatre Database
- Iwan Rheon （页面存档备份，存于） at BBC Wales
- Iwan Rheon （页面存档备份，存于） at The Spotlight